# Mikawa (provincia)
Mikawa (三河国?, Mikawa-no kuni) è una vecchia provincia del Giappone nell'area che oggi forma la metà orientale della prefettura di Aichi. Mikawa confinava con le province di Owari, Mino, Shinano e Totomi.

Mappa delle province giapponesi con la provincia di Mikawa evidenziata

Ancora oggi ci si riferisce alla metà orientale di Aichi come Mikawa, che include città come Toyohashi, Okazaki, e Toyota.
Mikawa fu il feudo originale dello Tokugawa Ieyasu prima che riuscisse ad ottenere il controllo del Kantō. Okazaki fu la principale città castello di Mikawa, sebbene il Castello di Yoshida, vicino a Toyohashi, fosse anch'esso un feudo maggiore dell'epoca. Mikawa è famosa in Giappone per i suoi fuochi artificiali. Perché lo Shogun potesse mantenere la sicurezza il Mikawa era l'unica zona in cui era permesso produrre polvere da sparo, il che portò alla nascita dell'industria dei fuochi artificiali. I fuochi artificiali annuali di Okazaki sono una delle migliori manifestazioni di questo genere in Giappone.